# 2830 Greenwich
2830 Greenwich è un asteroide della fascia principale. Scoperto nel 1980, presenta un'orbita caratterizzata da un semiasse maggiore pari a 2,3780520 UA e da un'eccentricità di 0,2063572, inclinata di 25,32361° rispetto all'eclittica.